# L'Offrande musicale
Das Musikalische Opfer (en français : L'Offrande musicale) est une œuvre instrumentale de Jean-Sébastien Bach (BWV 1079) composée en 1747 durant la période où le musicien travaillait à Leipzig. La partition est fondée sur un thème musical proposé par le roi de Prusse Frédéric II.
L'Offrande musicale est aujourd'hui considérée comme une des plus grandes œuvres de Jean-Sébastien Bach, au même titre que L'Art de la fugue et les Variations Goldberg (composés dans la même période, sur un même principe esthétique).

## Histoire
Les nombreux écrits qui relatent la naissance de cette œuvre diffèrent en quelques points sur les circonstances de sa création, mais des idées communes resurgissent fréquemment.
Le roi Frédéric II de Prusse était un passionné de musique, bon flûtiste et compositeur amateur de valeur. Il avait développé ce talent en cachette de son père le roi Frédéric-Guillaume Ier de Prusse, qui dès son avènement avait licencié de sa cour les artistes (partis ensuite faire le bonheur de cours mineures comme celle d'Anhalt-Köthen où devait officier le jeune Johann Sebastian Bach de 1717 à 1723).
Le 7 mai 1747, le roi reçoit Jean-Sébastien Bach qui était venu voir son fils Carl Philipp Emanuel (kapellmeister à la cour du souverain), à Potsdam. Le compositeur est accompagné d'un de ses autres fils, Wilhelm Friedemann Bach. Frédéric II lui fait essayer ses nombreux instruments à claviers ; clavecins, et les nouveaux piano-fortes Silbermann, que le roi possède en une quinzaine d'exemplaires. 
Au cours de la soirée, le roi soumet alors un thème de son invention à Bach, lui proposant d'improviser et développer un discours musical à partir de ce « thème royal ». Des témoignages relatent que Johann Sebastian Bach improvise alors longuement des variations puis s'excuse de ne pouvoir plus élaborer sur ce sujet si difficile après avoir interprété un ricercare à 6 voix, quand d'autres témoignages montrent qu'après avoir improvisé une fugue à trois voix, Bach s'excuse de ne pouvoir satisfaire au souhait du roi d'improviser à six voix. Toujours est-il que, de retour à Leipzig, le Cantor se met au travail en écrivant tout ce qu'il avait improvisé et en enrichissant considérablement le contenu, qu'il fait parvenir au roi le 7 juillet sous le titre de l’Offrande musicale, « très humblement dédiée à Sa Majesté le Roi de Prusse etc. », sous forme de cinq fascicules.
Au sein de la dédicace complète de Bach au roi musicien est écrit :

« Permettez-moi, en toute modestie, de vous faire cette offrande musicale dont le passage le plus noble est signé de votre main. [...] Toutefois, je suis parfaitement conscient qu'en raison du manque de préparation, il ne me fut pas possible de rendre justice à un thème de cette qualité. Je pris donc la résolution de me consacrer totalement à ce thème royal, digne en tous points de la plus grande attention, afin de le faire connaître au reste du monde. Je suis arrivé à mes fins, en tout cas dans les limites de mes modestes possibilités... »

Et sur la page précédant la partition du deuxième fascicule se trouve l'inscription « Regis Iussu Cantio Et Reliqua Canonica Arte Resoluta » — « À la Demande du Roi, le Chant et le Reste Résolus selon l'Art Canonique », acrostiche de ricercar. 

Une trentaine d'années plus tard, le Baron Gottfried van Swieten a une entrevue avec le roi Frédéric qu'il relate de la façon suivante : 

« Il [Frédéric] me parla, entre autres sujets de la musique et d'un grand organiste du nom de Bach, qui avait passé quelque temps à Berlin. Cet artiste [Wilhelm Friedeman] surpasse, en matière de profondeur de la connaissance de l'harmonie et de puissance d'exécution, tous ceux que j'ai pu entendre ou que je puis imaginer, bien que ceux qui ont connu son père prétendent qu'il était encore plus grand. C'est l'avis du roi, et pour preuve il m'a chanté le thème d'une fugue chromatique qu'il avait suggéré au vieux Bach qui, immédiatement, en avait fait une fugue à quatre voix, pour en faire ensuite une fugue à cinq, puis à huit voix. »

— Gottfried van Swieten
L'ensemble de ces pièces est très riche au niveau du contrepoint ; Bach développe ici des canons (de deux à huit voix), des ricercares, des fugues canoniques et une sonate en trio. Certaines pièces sont écrites pour clavecin seul, et d'autres sur plusieurs portées (ensemble instrumental). Ainsi, le manuscrit du ricercare à 6 voix est écrit sur 6 portées, chacune ayant sa clef correspondante, mais la partition ne précise pas la nature de l'instrument qui doit exécuter la ligne mélodique (ce type d'écriture est également présent dans l'Art de la fugue, où les quatre voix ne sont pas précisées). Ceci traduit le fait que Bach concevait la musique autant comme un jeu d'écriture qu’un jeu instrumental.

## Thème: description et analyse

Thème de lOffrande musicale

Ce thème est composé de 4 parties caractéristiques qui permettent de le reconnaitre aisément même dans une forte densité instrumentale :
1. Arpège de l'accord mineur
2. Saut de septième diminuée descendante
3. Descente chromatique
4. Formule cadentielle

## Contenu
- Ricercare à trois voix
- Ricercare à six voix (l'instrumentation n'a pas été précisée par Bach, mais on peut retenir l'orchestration réalisée par le compositeur autrichien Anton Webern en 1935)
- Sonate en trio de l'offrande musicale

Cette sonate en trio est écrite pour flûte, violon et basse continue (donc jouée au clavecin + violoncelle). Elle est formée de 4 mouvements, chacun faisant apparaitre le thème royal à différents moments :
1. Largo (3/4)
2. Allegro (2/4)
3. Andante (4/4)
4. Allegro (6/8)

- Élaborations canoniques :
  - Canon à deux voix : sujet à la basse
  - Canon à deux voix : sujet à la basse
  - Canon à deux voix : sujet au soprano
  - Canon à deux voix : sujet varié
  - Canon à deux voix : sujet varié
  - Canon à deux voix : sujet à la basse
  - Canon à quatre voix : sujet varié
  - Canon à deux voix : sujet varié
  - Fugue canonique
  - Canon perpetuel
- 8 canons de 2, 4, 6, 7 et 8 voix (BWV 1072-1078)

## Appréciations
Karl Geiringer compare ainsi le ricercare à trois voix (improvisé) et celui à six voix (non improvisé) : « les deux Ricercare sont tout à fait différents de caractère. Le premier (...) manque de la logique et de l'équilibre parfait du dernier; c'est indubitablement un échantillon de l'improvisation de Bach et il peut donc être pris comme un exemple de ce qu'elle pouvait être sur des formes strictes. Le Ricercare à six voix, d'autre part, fait partie des fugues les plus remarquables de Bach. C'est une œuvre de grandes proportions; la profondeur de pensée, le magnifique équilibre, la sublimité de la sonorité en font un des plus grands monuments de la musique polyphonique. »

## Films
- Une offrande musicale
- Chronique d'Anna Magdalena Bach

## Interprétations
- Milan Munclinger, Ars Rediviva : Stanislav Duchoň, Karel Bidlo, Jiří Baxa, Josef Vlach, Václav Snítil, Jaroslav Motlík, František Sláma, František Pošta, Viktorie Švihlíková (Supraphon, 1959)
- Karl Richter, Otto Büchner, Kurt Guntner, Siegfried Meinecke, Fritz Kiskalt, Hedwig Bilgram (DGG/Archiv Produktion, 1963)
- Milan Munclinger, Ars Rediviva: Stanislav Duchoň, Karel Bidlo, Václav Snítil, Jaroslav Motlík, František Sláma, František Pošta, Josef Hála (Supraphon, 1966)
- Nikolaus Harnoncourt, Concentus Musicus Wien (Teldec, 1970)
- Neville Marriner, Academy of St Martin in the Fields (Philips, 1974)
- Reinhard Goebel, Musica Antiqua Köln (Archiv Bach Edition, 1979)
- Ensemble Sonnerie (Virgin, 1994)
- Barthold Kuijken (flûte), Sigiswald Kuijken (violon), Wieland Kuijken (viole de gambe), Robert Kohnen (clavecin) (Deutsche Harmonia Mundi, 1994)
- Jordi Savall, Le Concert des Nations (Alia Vox, 1999)
- Konstantin Lifschitz (Orfeo 676071, 2008) (tous les mouvements au piano)
- Hans-Martin Linde, Linde-Consort (EMI-Reflexe, 1981)
- Gustav Leonhardt, clavecin, les frères Kuijken (flûte traversière, viole et violon), Marie Leonhardt, violon et Robert Kohnen, clavecin (Sony, référence SBK63189. Enregistré à Amsterdam en 1974).
- Pascal Vigneron, orgue, Patricia Nagle, flûte traversière, Vinh Pham, violon, Verène Westphal, violoncelle et violoncelle piccolo, l'ensemble de cuivres Pascal Vigneron (Quantum, référence QM7058. Enregistré à Paris en 2010).
- Jean Guillou, adaptation pour l'orgue enregistrée en 1967 à la Luther-Kirche de Berlin (Decca Universal 480 2007) et en 1980 à Saint-Bavo de Haarlem, Pays-Bas (Festivo - réédition 2018 en CD).